# Павлюк, Игорь Зиновьевич
И́горь Зино́вьевич Павлю́к  (укр. І́гор Зино́війович Павлю́к) — писатель, научный работник, переводчик.
Лауреат премии английского ПЕН-клуба (2013).
Лауреат Международной литературной премии Швейцарии (2021) и многих других наград.
Народный поэт Украины.
Член английского ПЕН-клуба.
Доктор наук по социальным коммуникациям, профессор.

## Биография
Родился 1 января 1967 года в селе Малый Окорск Локачинского района Волынской области.
Через десять дней после его рождения мама умерла. Воспитывался в селе Ужова Рожищенского района Волынской области у деда и бабушки по материнской линии — переселенцев из Холмщины.
Окончил с золотой медалью Доросинивскую среднюю школу.
Учился в Ленинградском высшем военном инженерно-строительном училище (ЛВВИСКУ, теперь ВИТУ).
Работал на строительстве автомобильной дороги в забайкальской тайге.
В 1986—1987 гг. — корреспондент Киверцовской районной газеты на Волыни.
В 1987 году вступил на факультет журналистики Львовского государственного университета им. Ивана Франко, который окончил с отличием в 1992 году.
По окончании университета был журналистом в религиозной прессе, корреспондентом литературного отдела на радио.
С 1987 года живёт во Львове.
C 2003-го — в Киеве.
В 1996 г. защитил кандидатскую диссертацию по теме «Художник — Власть — Пресса: историко-типологический анализ» в Институте журналистики Киевского Национального университета им. Тараса Шевченко, в 2009 году (там же) — докторскую: «Украинскоязычная пресса Волыни, Полесья, Холмщины и Подляшья 1917—2000 годов как структурная часть общенационального информационного пространства».
Работал научным сотрудником научно-исследовательского центра периодики Львовской научной библиотеки им В. Стефаника НАН Украины (1993—2004 гг.), преподавателем теории литературы на факультете журналистики Львовского государственного университета им. Ивана Франко, старшим научным сотрудником Института франкознавства того же вуза, руководителем литературной студии «Франковая кузница» при нём, преподавателем курса «Литературное творчество» Национального университета «Острожская академия» (г. Острог Ровненской области) (2005—2011 гг.).
В 1999 и 2000 годах был в творческой поездке по США.
Участник международных литературных фестивалей, встреч в Грузии, России, Эстонии, Белоруссии, Польше, Турции, Ирландии, Чехии, Пакистане, Англии, Германии, Италии, Швейцарии, Австрии и в других странах.
В настоящее время Игорь Павлюк — ведущий научный сотрудник Института литературы им. Тараса Шевченко НАН Украины в г. Киеве.
Председатель Комитета Литературно-художественной премии имени Пантелеймона Кулиша.
Член Комитета по награждению Международной литературной премией имени Григория Сковороды «Сад божественных песен».
Член специализированного учёного совета по защите докторских и кандидатских диссертаций по специальности «Социальные коммуникации» в Классическом приватном университете (г. Запорожье).
Член редколлегий литературных популярных и научно-академических периодических изданий: «Золота Пектораль», «Дзвін», «Українська літературна газета», «Вісник Львівського університету».
Творчество Игоря Павлюка включено в школьную программу .
Книга стихов Игоря Павлюка «Полёт над Чёрным морем» («A Flight Over the Black Sea», перевёл Стивен Комарницкий) стала лучшей книгой на World Bookshelf в Великобритании по мнению читателей со всего мира и британского ПЕН-клуба в 2015 году. Academia.edu включила эту книгу в список самых лучших книг в истории человечества, а «Pantheon» — в список знаковых писателей.
Игорь Павлюк женат.
Его жена Людмила Степановна Павлюк — доцент Львовского национального университета имени Ивана Франко.
Дочери Игоря Павлюка — Надежда и Олеся.

## Творчество

Украинский писатель Игорь Павлюк возле могилы Бориса Пастернака, 2014 г.

Игорь Павлюк — автор более 2000 публикаций в массовой периодике, научных сборниках, 40 отдельных книг, изданных в престижных издательствах Украины и за рубежом общим тиражом около 100 тысяч экземпляров.
Сборник лирики Игоря Павлюка «Украина в дыму» стал лучшей поэтической книгой года по итогам читательского опроса «Моя книга-2009».
За композициями стихотворений Игоря Павлюка созданы театральные постановки. Его пьесу «Вертеп» ставит Львовский драматический театр им. Леси Украинки.
Некоторые стихи поэта стали песнями.
Вышел компакт-диск «Лирика…»: Поэзия Игоря Павлюка в исполнении народного артиста Украины Святослава Максимчука (Компакт-диск «Лірика…»: Поезія Ігоря Павлюка у виконанні народного артиста України Святослава Максимчука, 2004).
Отдельные произведения переведены на русский, английский, болгарский, польский, латышский, белорусский, французский, японский, китайский и другие языки.
Переводит с русского, английского языков.
В 2011 году в американском издательстве CreateSpace (дочерняя компания Amazon.com) вышла книга лирики Игоря Павлюка и Юрия Лазирка «Catching Gossamers» («Ловя осенние паутинки») на трёх языках: украинском, английском и русском. Один из переводчиков на русский — Евгения Бильченко.
Представлен в книге «European writer Introduction».
Стихи Игоря Павлюка напечатаны во многих англоязычных журналах, среди которых «Envoi», «Acumen», «The Apple Valley Review», «Barnwood International Poetry Mag», «Le zaporogue», «Muddy River Poetry Review», «Asymptote», «Gold Dust», «The Adirondack Review», «The Recusant», «Metamorphoses», «The Guardian», в русских периодических изданиях: Литературная газета, «Поэтограде», Литературная Россия, Крещатик (журнал),, журнале «Гостиный Дворъ», альманахе «Связь времен»,, в литературно-публицистическом журнале «Эмигрантская лира», в «Дружба народов (журнал)», в польських: «Radostowa», «Metafora», «Okolica Poetów», «Horyzont», китайских журналах «Fleurs des lettres», «Foreign literature and art (外國文學藝術)» и других.
Игорь Павлюк — главный герой фильмов «Между Бугом и Богом» («Між Бугом і Богом»), «Голос».

### Сборники стихов
- Острова юности (Острови юності, 1990)
- Нездешний ветер (Нетутешній вітер, 1989)
- Голос дневной Луны (Голос денного Місяця, 1994)
- Стеклянный кабак (Скляна корчма, 1995).
- Аллергия на вечность (Алергія на вічність, Allergy to eternity, англо-українська книга, 1999)
- Стихия (Стихія, 2002)
- Мужское гадание (Чоловіче ворожіння, 2002)
- The angel (or) English language? (Стихотворения Игоря Павлюка на английском языке, 2004).
- Бунт свячёной воды (Бунт свяченої води, 2005)
- Магма (Магма, 2005)
- Лирика (Лірика, 2005)
- Бунт (Бунт, 2006)
- Украина в дыму (Україна в диму, 2006)
- Камертон (Камертон, 2007)
- Стратосфера (Стратосфера, 2010)
- Catching Gossamers (Ловя осенние паутинки: Книга лирики Игоря Павлюка и Юрия Лазирка на трёх языках; Ловлячи осінні павутинки: Книга лірики Ігоря Павлюка та Юрія Лазірка трьома мовами, Нью-Йорк, 2010).
- Исповедь последнего волхва (Санкт-Петербург: Алетейя, 2012)[53].
- Męskie wróżby (Мужское гадание, укр. Чоловіче ворожіння) (2013) (Книга переводов лирики Игоря Павлюка на польский язык. Переводчик Тадей Карабович. Люблин: Episteme)[54].
- Погонщик (Погонич, 2014) (книга лирики современного русского поэта Евгения Чигрина в переводе на украинский язык Игоря Павлюка. Предисловия Евгения Рейна, Игоря Павлюка. Киев: ДІА).
- A Flight over the Black Sea (Полёт над Чёрным морем (Лондон: Waterloo Press, 2014). Стихи Игоря Павлюка на английском языке. Перевод с украинского Стивена Комарницкого, предисловия написали: лауреат Нобелевской премии по литературе Мо Янь[55], Наоми Фойл, Стивен Комарницкий, Дмитрий Дроздовский.
- Игра и битва (Гра і битва, 2014).
- Magma polésien («Полесская магма»): poèmes / Traduction française par Dmytro Tchystiak et Athanase Vantchev de Thracy. Rouen, Christophe Chmomant éditeur, 2015. ISBN 978-2-84962-319-0[56].
- Паломник: Роман-медитация в стихах (Паломник: Роман-медитація у віршах, 2018)[57].
- Трещина (Переводы стихов Игоря Павлюка с украинского на русский язык. Среди переводчиков Евгения Бильченко, Виталий Науменко), (Киев: Друкарский двор Олега Фёдорова, 2019). ISBN 978-617-7583-63-8
- Salt (English Edition): Selected Poems (Соль, укр. Сіль) (Нью-Йорк, 2019). Книга переводов лирики Игоря Павлюка на английский язык. ISBN 978-1-090-994-56-1
- Перевозчик грез (Перевізник мрій, 2019). ISBN 978-966-372-743-1
- Чёрный лён (Чорний льон, 2019)
- Arthania: Selected Poems (Артания (USA, Dorrance Publishing Company, 2020). Стихи Игоря Павлюка на английском языке. Перевел с украинского Юрий Лазирко, редактора: Хиллари Ширз и Анна Косив. Предисловие написал лауреат Нобелевской премии по литературе Мо Янь[58][59], ISBN 978-1-64702-306-5
- Спас: книга духовной лирики (Спас: книга духовної лірики, 2021). ISBN 978-966-441-639-6
- Танец Мамая: Стихи 2017—2022 лет (Танець Мамая: Вірші 2017—2022 років, 2023)[60]. ISBN 978-966-986-545-8
- Торф: Лирика (Торф: Лірика, 2025)[61],[62]. ISBN 978-617-8477-66-0

### Драматургия
- Бут. История Украины в драматических поэмах (Бут. Історія України у драматичних поемах, 2024)

### Проза

#### Сборники повестей
- Биография дерева племени поэтов (Біографія дерева племені поетів, 2003) (читает по национальному радио Народный артист Украины Григорий Шумейко)
- Запрещённое цветение (Заборонений цвіт, 2007)
- Вне зоны (Поза зоною, 2012)

#### Романы
- Выращивание алмазов (Вирощування алмазів, 2016)
- Мезозой (Мезозой, 2018)
- Буг (Буг, 2020)
- Вакуум (Вакуум, 2022)

#### Дневники
- Богоединение. Записки поэта Игоря Павлюка: Книга первая (Богоєднання. Записки поета Ігоря Павлюка: Книга перша, 2023)[63], ISBN 978-966-441-755-3
- Богоединение. Записки поэта Игоря Павлюка: Книга вторая (Богоєднання. Записки поета Ігоря Павлюка: Книга друга, 2024)[64], ISBN 978-966-441-793-5

### Для детей
- Книжка-пьеса для детей «Летающий казан» (Книжка-п’єса для дітей «Літаючий казан», 2003).
- Свирель: стихи для школьников («Школьная библиотека») (Сопілка, 2017).

### Монографии
- Художник — Власть — Пресса: историко-типологический анализ (Митець — Влада — Преса: історико-типологічний аналіз, 1997)
- Украинская легальная пресса Волыни, Полесья, Холмщини и Подляшья 1917—1939, 1941—1944 годов (Українська легальна преса Волині, Полісся, Холмщини та Підляшшя 1917—1939, 1941—1944 років, 2001)
- Диагностика и прогностика лжи: экскурсы в теорию коммуникации (Діагностика і прогностика брехні: екскурси в теорію квазікомунікації, 2003).
- Украинская пресса Волынской области 1939—1941, 1944—2000 годов (Українська преса Волинської області 1939—1941, 1944—2000) років.
- Хрестоматия украинской легальной прессы Волыни, Полесья, Холмщины и Подляшья, 1917—1939, 1941—1944 годов" (в соавторстве с Николаем Мартынюком) (Хрестоматія української легальної преси Волині, Полісся, Холмщини та Підляшшя 1917—1939, 1941—1944 років, 2005).
- Писатели в прессе: украинскоязычное культурно-информационное пространство Полесья, Холмщины, Подляшья 1917—1944 и Волыни 1917—2000 годов" (2010) (Письменники в пресі: українськомовний культурно-інформаційний простір Полісся, Холмщини, Підляшшя (1917—1944) та Волині 1917—2000 років, 2010).
- Интимное дыхание эпохи. Статьи, рецензии, интервью (1994—2010 гг.). — Том 1. — Тернополь: «Астон», 2016. — 736 с. (Библиотека журнала «Золотая Пектораль»)" (2017)
- Интимное дыхание эпохи. Статьи, рецензии, интервью (2010—2015 гг.). — Том 2. — Тернополь: «Астон», 2016. — 704 с. (Библиотека журнала «Золотая Пектораль»)" (2017)
- Интимное дыхание эпохи. Статьи, рецензии, интервью (1997—2017 гг.). — Том 3. — Тернополь: «Астон», 2016. — 720 с. (Библиотека журнала «Золотая Пектораль»)" (2017)
- Украинская писательская публицистика 1920—2000-х годов: Монография (Українська письменницька публіцистика 1920—2000-х років: Монографія. — Саарбрюккен: LAP LAMBERT Academic Publishing, 2019. — 220 с.)[65] ISBN 978-620-0-23600-5
- Истории эмоций: О текстах и життетекстах современных литераторов (Історії емоцій: Про тексти та життєтексти сучасних літераторів. — Львів, Світ, 2021. — 352 с.) (2021) ISBN 978-966-914-163-7
- Интимное дыхание эпохи. Статьи, интервью (2018—2022 гг.). — Том 4. — Тернополь: «Золотая пектораль», 2022. — 628 с. (Библиотека журнала «Золотая Пектораль»)" (2022)

## Награды
- Народная Шевченковская премия (Железный Мамай) (2008)[66];
- Всеукраинская литературная премия им. В. Симоненко (1995);
- Всеукраинская литературная премия им. Б. Нечерды (2001);
- Международная литературная премия им. Н. Гоголя «Триумф» (2004)[67];
- Всеукраинская литературная премия им. М. Шашкевича (2004);
- Международная литературная премия им. Г. Сковороды «Сад божественных песен» (2005)[68];
- Премия им. Катерины Квитницкой (2013)[69];
- Премия английского ПЕН-клуба (2013)[1];
- Международная медаль «Александр Довженко» (2016)[70].
- Международная литературная премия Швейцарии (2021)[2].
- Литературная премия имени Ирины Вильде (2023)[71]
- Художественная премия «Киев» имени Євгения Плужника (2023)[72].
- Международная литературная премия имени Леонардо да Винчи (2024)[73]